# هانس هيرزوغ
هانس هيرزوغ هو عسكري وضابط سويسري، ولد في 28 أكتوبر 1819 في أراو في سويسرا، وتوفي بنفس المكان في 2 فبراير 1894.